# Autostrada A57 (Niemcy)
Autostrada A57 (niem. Bundesautobahn 57 (BAB 57) także Autobahn 57 (A57)) – autostrada w Niemczech przebiegająca z zachodu na południe, od granicy z Holandią koło Goch do Kolonii w Nadrenii Północnej-Westfalii.  Autostrada zwana jest również Trans-Niederrhein-Magistrale.

## Odcinki międzynarodowe
Droga pomiędzy przejściem granicznym z Holandią a węzłem Kreuz Köln-Nord na autostradzie A1 jest częścią trasy europejskiej E31.